# Gimesné Hajdú Lili
Gimesné Hajdú Lili (Hajdú Livia, született Hochmann Lili, Miskolc, 1891. november 1. – Budapest, Erzsébetváros, 1960. május 29.) főorvos, pszichiáter, pszichoanalitikus. Munkásságával jelentősen hozzájárult a magyar elmeügy fejlődéséhez. Fia Gimes Miklós, az 1956-os forradalom vértanúja.

## Életútja
1891-ben ötgyermekes család tagjaként, Hochmann Max (Hajdú Miksa) miskolci kereskedő és Kellner Terézia harmadik gyermekeként látta meg a napvilágot. Erősen asszimilálódott, radikális zsidó polgárcsaládban nőtt fel. 1909-ben orvosi egyetemre került, ami abban az időben kivételes volt, kivételesen tanulhattak nők az egyetemeken. Egyetemi évei alatt bekerült a Galilei Körbe, és megismerkedett későbbi férjével, id. Gimes Miklóssal illetve itt ismerte meg Ady Endrét is.
1914-ben elmeorvosként kezdte a munkát az egyetem Ideg- és Elmekórtani Klinikáján, ugyanebben az évben Moravcsik Ernő mellett tanársegéd. Balassa János és Csáth Géza kollégája, Juhász Gyula orvosa. Juhász egyik elbeszélésében (Ha nem szeretsz…) megemlékezik róla. 1915. március 27-én Budapesten, a Józsefvárosban házasodott össze Gimes Miklóssal, két évvel később megszületett fiuk, ifj. Gimes Miklós, illetve 1920-ban lányuk, Gimes Judit. 1918-ban férjével átvette a Frim Jakab által alapított, értelmi fogyatékosok gondozásával foglalkozó intézet irányítását Zuglóban. Valamivel később ebből alakította ki és vezette férjével együtt saját intézetét, Dr. G. Hajdú Lili Gyógypedagógiai Intézete és Gyermeküdülő Telepe néven. (1933-ban, a gazdasági válság következtében az intézet csődbe ment.) 
1920. november 17-én férjével az unitárius vallásra tért át.
Ferenczi Sándor hatására a pszichoanalízis vonzáskörébe került, hamar gyakorló analitikus lett belőle, az 1930-as években már ő tartotta el a családot. Főként szkizofrénekkel végzett úttörő jelentőségű, módosított analitikus munkát, amit az alapítók nem is tartottak lehetségesnek.
A második világháborúban férjét deportálták Terezínbe és ott is halt meg a koncentrációs táborban. Hajdú Lili bujkálva vészelte át a nehéz éveket. A második világháború alatt szemináriumokat tartott lakásán, ahol a fasizmus és a tömeglélektan problémáiról folytak viták. A háború után belépett a kommunista pártba, fia, ifjabb Gimes Miklós szintén elkötelezett kommunista volt. Néhány szabadabb év után újra fogyott az analitikusok körül a levegő, Hajdú Lili bár a Lipótmezőn az Országos Ideg- és Elmegyógyintézet főorvosa lett, mégis egyfajta belső emigrációban élt. Tudományos meggyőződését nem vállalhatta, magánpraxist csak titokban folytathatott. 1958-ban újabb tragédia érte. Fiát, Gimes Miklóst 1958-ban, a Nagy Imre-perben kivégezték. Lánya, Gimes Judit még 1956-ban Svájcba emigrált családjával. Hajdú Lili többszöri kérvényezésre sem kapott útlevelet a hatóságoktól. A harmadik elutasítás után 1960-ban önkezével vetett véget életének.

## Munkássága, módszere
A pszichoanalízis budapesti iskolájának fontos szereplője. Terápiás és elméleti érdeklődése a pszichózisokra irányult, a szkizofrénia etiológiája és terápiája témájában publikált tanulmányokat. Az elsők között volt, akik sikerrel alkalmazták a pszichoanalízist pszichotikusoknál. Úgy vélte, a pszichotikus betegek kezelése az analízis merev szabályainak bizonyos módosításaival, az analitikus passzivitásának oldásával, óvatos értelmezéssel lehetséges.
Munkatársa volt a pszichoanalízis magyarországi „helytartójának”, Sigmund Freud egyik legközelebbi tanítványának, a Magyarországi Pszichoanalitikai Egyesület megalapítójának, Ferenczi Sándornak. Kovács Vilmához járt kiképző analízisbe. Hermann Imre és Mérei Ferenc mellett különféle kísérleteket végzett a pszichoanalízis szalonképessé tételére, "átmentésére", az akkoriban kötelező pavlovi tanoknak ha nem is a létjogosultságával, de egyeduralkodásával szemben. 1947-től az 1949-es feloszlatásig a Magyarországi Pszichoanalitikai Egyesület elnöke volt.
Az 1950-es években az Országos Ideg- és Elmegyógyászati Intézetben dolgozott, három évig az intézmény igazgatója volt. Munkásságával jelentősen hozzájárult a magyar elmeügy fejlődéséhez. Ezekben az években bővült a szakemberképzés, támogatta a biokémiai kutatások fejlesztését, ekkor létesült az állatkísérleti laboratórium. Ekkor jelentkeztek az első eredményei a neuroleptikumok közül a chlorpromazinnal folytatott kezeléseknek. Benedek István „Nagyasszonyként” emlegeti és az intapusztai kísérleti intézet, a nevezetes „Aranyketrec” „legfőbb patrónájának” nevezi őt könyve első, 1957-es kiadásában, mert a későbbi kiadásokból már kihúzták a „Nagyasszonyt”. 1957-ben nyugdíjazták, utána csak magánpraxisát folytatta.

## Írásai
- Az organotherapia alkalmazása a dementia praecox kezelésében. Gyógyászat 55, 1915. Migräne und Konstitution. Jahrbuch der Moravcsik-Klinik 1926, 119-133
- Psychische Veränderungen bei Hirnhautentzündungen im Kindesalter. Therapia 4, 1927, 185-187
- Adatok a skizofrénia analíziséhez (Zur Analyse der Schizophrenie).. In Sigmund Freud, Endre Almásy et al.: Lélekelemzési tanulmányok (Psychoanalytische Studien). Budapest 1933, 155-167
- Contributions to the etiology of schizophrenia. Psychoanal Rev 27 (4), 1940, 421-438
- Schizophreniás gondolkozási- és beszédzavarok értelmezése a pavlovi feltételes reflex elmélet utján (Deutung von schizophrenen Gedanken- und Sprachstörungen aufgrund der Pawlowschen Theorie des bedingten Reflexes). Ideggyógyászat Szemle 8, 1955, 234-236
- További adatok a schizophreniás gondolkozási és beszédzavarokhoz (Weitere Mitteilungen zu den schizophrenen Gedanken- und Sprachstörungen). Ideggyógyászat Szemle 9, 1956, 213-215